# Pasaje comercial El Parián
El Pasaje comercial El Parián es una plaza comercial que alberga tiendas y restaurantes dentro de la Colonia Roma, en la calle Álvaro Obregón número 130 en la Delegación Cuauhtémoc de la Ciudad de México.

## Historia
El Parián, que en sus inicios era un pasaje comercial de alta categoría, se construyó poco después de la fundación de la Colonia Roma, aproximadamente entre 1907 y 1920. Originalmente fue un mercado y posteriormente se reconstruyó para convertirse en un pasaje comercial y cultural, con tiendas y restaurantes. Se le considera como uno de los símbolos del renacimiento que vive la Colonia Roma.

## Galería
|  |  |